# Syndersjön
Syndersjön är en sjö i Finland. Den ligger i kommunen Kristinestad i landskapet Österbotten, i den sydvästra delen av landet, 280 km nordväst om huvudstaden Helsingfors. Syndersjön ligger 8,2 meter över havet. I omgivningarna runt Syndersjön växer i huvudsak barrskog. Arean är 61,7 hektar och strandlinjen är 4,82 kilometer lång. Sjön  ingår i Bottenhavets kustområde. 